# Chính sách thị thực của Liban
Chính sách thị thực của Liban liên quan đến những yêu cầu mà công dân nước ngoài muốn đến Liban phải thỏa mẫn để được cho phép đến và ở lại quốc gia này.

## Bản đồ chính sách thị thực

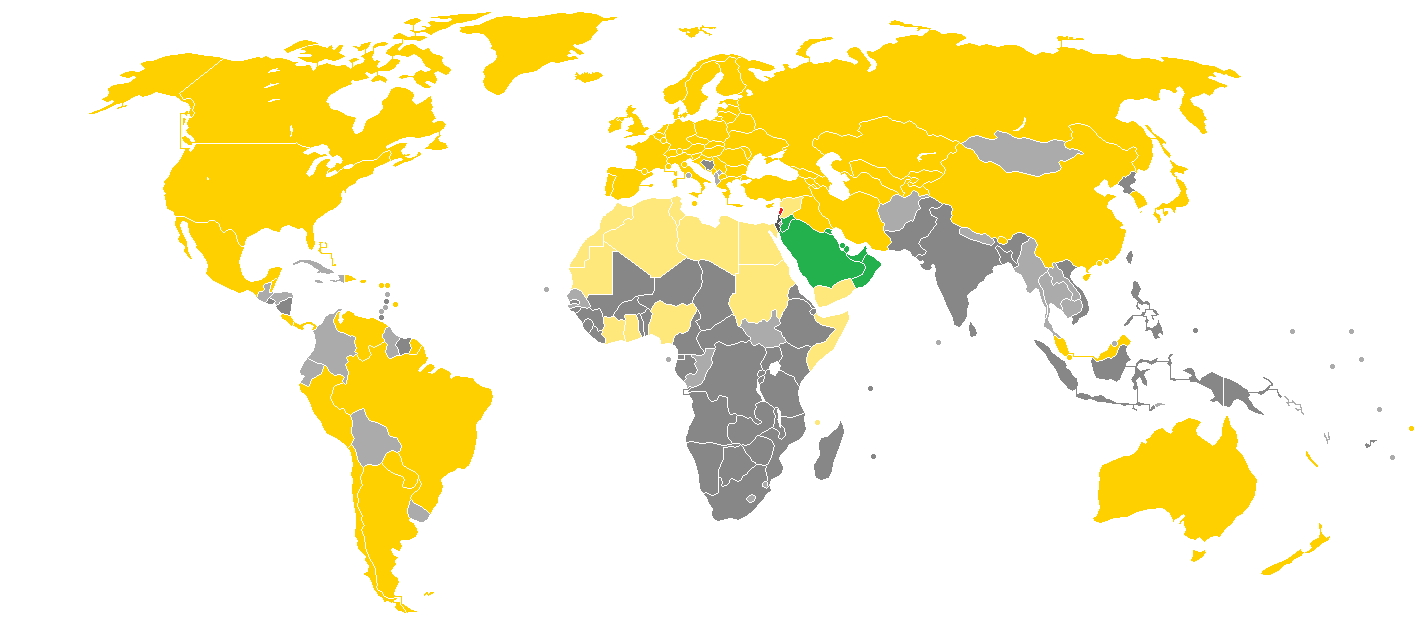
Chính sách thị thực của Liban

## Miễn thị thực
Người sở hữu hộ chiếu của 7 quốc gia và vùng lãnh thổ sau cần thị thực để đến Liban lên đến 6 tháng mỗi năm để du lịch hoặc công tác (trừ khi có chú thích) nếu không có dấu nhập cảnh, thị thực của Israel trên hộ chiếu và có số điện thoại, địa chỉ nơi ở tại Cộng hòa Liban, và máy bay khứ hồi hủy không hoàn lại tiền. thẻ căn cước được chấp nhận thay cho hộ chiếu đối với công dân Jordan:
| - Ả Rập Xê Út - Bahrain - Các Tiểu vương quốc Ả Rập Thống nhất - Kuwait - Oman - Qatar \| - JordanID1 \| 1 – nếu hộ chiếu có mã số quốc gia. |
| - JordanID1 |